# آئورا سنتر

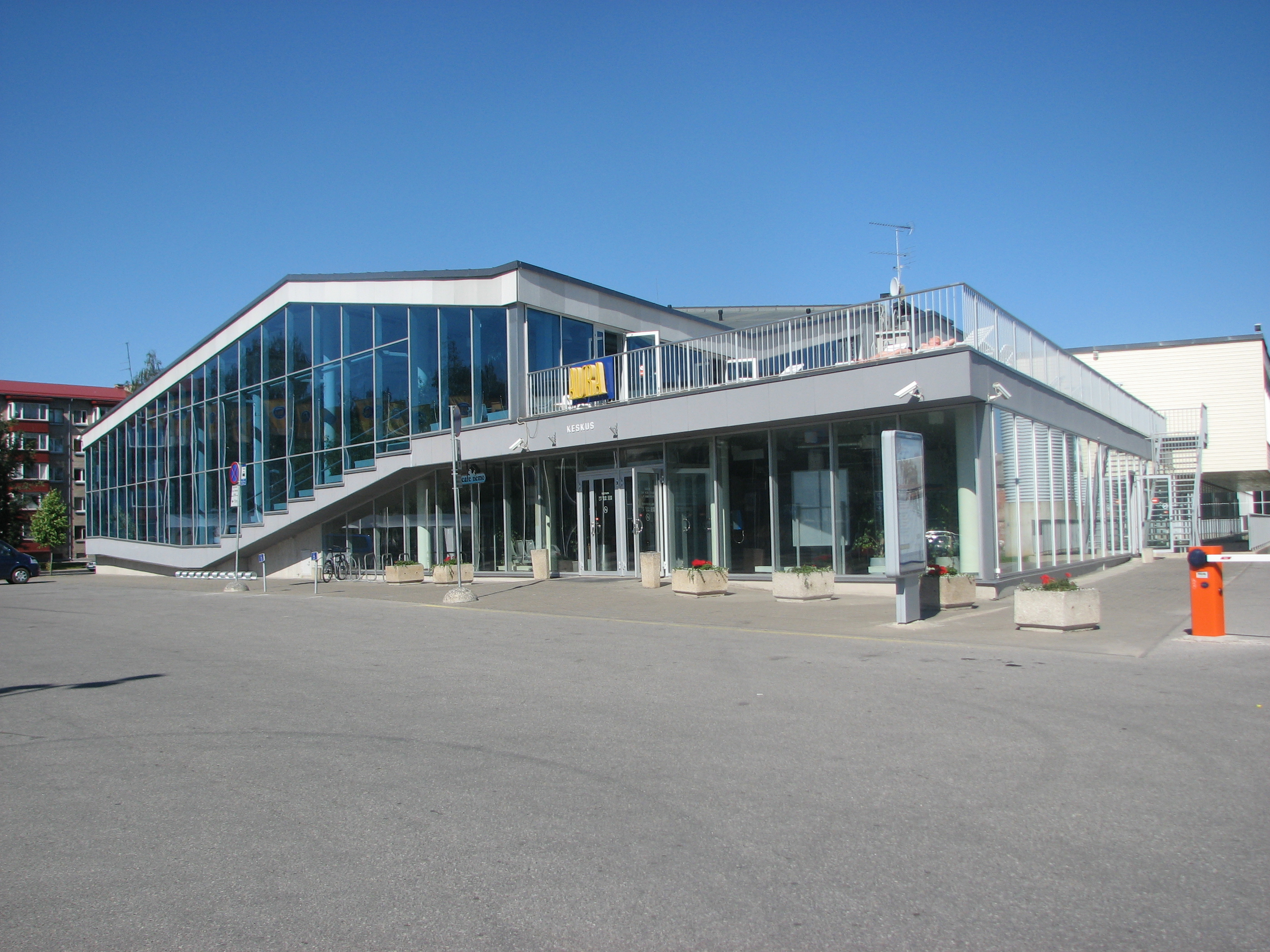
آئورا سنتر

آئورا سنتر (به انگلیسی: Aura Center) یک مرکز شنا در تارتو، استونی است که در ۱ اکتبر ۲۰۰۱ تأسیس شده‌است.
آئورا سنتر سالانه حدود ۳۵۰٬۰۰۰ بازدید کننده و به‌طور متوسط حدود ۱۰۰۰ نفر در روز داشته‌است.